# Måtteoretisk rand
Måtteoretiska randen för en mängd A är inom matematiken den mängd som innehåller alla punkter som är A:s och A:s komplements tätpunkter.

## Tätpunkter
Huvudartikel: Tätpunkt
Låt {\displaystyle (X,{\mathcal {F}},\mu ,d)} vara ett metriskt måttrum så att måttet {\displaystyle \mu \,} är Borel. För {\displaystyle A\in {\mathcal {F}}} och {\displaystyle x\in X} beteckna A:s yttre täthet i x
{\displaystyle \Theta _{\mu }^{*}(A,x):=\limsup _{r\downarrow 0}{\frac {\mu (A\cap B_{r}(x))}{\mu (B_{r}(x))}},}
och A:s inre täthet i x
{\displaystyle \Theta _{\mu *}(A,x):=\liminf _{r\downarrow 0}{\frac {\mu (A\cap B_{r}(x))}{\mu (B_{r}(x))}}.}
där {\displaystyle B_{r}(x)\,} är en boll med avseende på metriken {\displaystyle d\,}.
Mängden A har en täthet i x om
{\displaystyle \Theta _{\mu }(A,x):=\Theta _{\mu }^{*}(A,x)=\Theta _{\mu *}(A,x).\,}
En punkt {\displaystyle x\in X} är en tätpunkt om
{\displaystyle \exists \Theta _{\mu }(A,x)=1.}

## Formell definition
Låt {\displaystyle (X,{\mathcal {F}},\mu ,d)} vara ett metriskt måttrum vars mått är Borel och {\displaystyle A\in {\mathcal {F}}}. Beteckna
{\displaystyle \partial _{\mu }A:=\{x\in X:\Theta _{\mu }^{*}(A,x)>0,\Theta _{\mu }^{*}(X\setminus A,x)>0\}.}
Då {\displaystyle \partial _{\mu }A}, kallas måtteoretiska randen, som är en mängd vars element är tätpunkterna till A och A:s komplement.

## Egenskaper
Måtteoretiska randen är en mätbar mängd, men inte nödvändigtvis en rand för A. Till exempel, om
{\displaystyle (X,{\mathcal {F}},\mu ,d)=(\mathbb {R} ,{\mbox{Bor}}\,\mathbb {R} ,{\mathcal {L}}_{1},|\cdot -\cdot |)}
är randen
{\displaystyle \partial \mathbb {Q} =\mathbb {R} .\,}
Å andra sidan är måtteoretiska randen
{\displaystyle \partial _{{\mathcal {L}}_{1}}\mathbb {Q} =\varnothing ,}
eftersom
{\displaystyle \Theta _{{\mathcal {L}}_{1}}(\mathbb {Q} ,x)=0\neq 1=\Theta _{{\mathcal {L}}_{1}}(\mathbb {R} \setminus \mathbb {Q} ,x)}
för alla {\displaystyle x\in \mathbb {R} }.
Den måtteoretiska randen beror på måttet. Till exempel om måttet {\displaystyle \mu \,} är räknemåttet är
{\displaystyle \partial _{\mu }\mathbb {Q} =\mathbb {R} =\partial \mathbb {Q} .}